# 曽根田穣
曽根田 穣（そねだ ゆたか、1994年8月29日 - ）は、愛媛県松山市出身のプロサッカー選手。Jリーグ・愛媛FC所属。ポジションは、ミッドフィールダー。

## 経歴
2017年よりびわこ成蹊スポーツ大学からヴァンフォーレ甲府に加入。
2019年11月にリーグ戦4試合で2得点3アシストを記録し、11月度の月間MVPを受賞した。同年12月25日、京都サンガF.C.に完全移籍により加入すると発表された。
2021年12月23日、水戸ホーリーホックに完全移籍により加入すると発表された。
2023年からユース時代を過ごした地元の愛媛FCに完全移籍により加入すると発表された。同シーズン、35試合に出場し、5ゴールを記録。チームのJ3優勝・J2昇格に大きく貢献する。

## プレースタイル
攻守においてハードワークができ、毎シーズンコンスタントに得点も決めることができる。

## エピソード
びわこ成蹊スポーツ大学時代、先輩の松田陸・松田力兄弟にサイドバックなのにドリブルばかりすることをよく怒られていた。
J1で3試合出場経験があるが、最近までWikipedia上では0試合と表記されていた。(現在は訂正されている)
選手同士でバーベキューを実施した際に、本人曰く”生きる力”が弱いとのことで何も手伝えなかった。
普段は温厚な性格だが、試合中はかなりアツく。レフリーに詰め寄る際は周りがヒヤッとする場面も多々ある。

## 所属クラブ
- 松山サッカースクール（松山市立垣生小学校）
- 愛媛FCジュニアユース（松山市立垣生中学校）
- 愛媛FCユース（新田高等学校）
- びわこ成蹊スポーツ大学
- 2017年 - 2019年  ヴァンフォーレ甲府
- 2020年 - 2021年  京都サンガF.C.
- 2022年  水戸ホーリーホック
- 2023年 -  愛媛FC

## 個人成績
| 国内大会個人成績 | 国内大会個人成績 | 国内大会個人成績 | 国内大会個人成績 | 国内大会個人成績 | 国内大会個人成績 | 国内大会個人成績 | 国内大会個人成績 | 国内大会個人成績 | 国内大会個人成績 | 国内大会個人成績 | 国内大会個人成績 |
| 年度             | クラブ           | 背番号           | リーグ           | リーグ戦         | リーグ戦         | リーグ杯         | リーグ杯         | オープン杯       | オープン杯       | 期間通算         | 期間通算         |
| 年度             | クラブ           | 背番号           | リーグ           | 出場             | 得点             | 出場             | 得点             | 出場             | 得点             | 出場             | 得点             |
| 日本             | 日本             | 日本             | 日本             | リーグ戦         | リーグ戦         | リーグ杯         | リーグ杯         | 天皇杯           | 天皇杯           | 期間通算         | 期間通算         |
| ---------------- | ---------------- | ---------------- | ---------------- | ---------------- | ---------------- | ---------------- | ---------------- | ---------------- | ---------------- | ---------------- | ---------------- |
| 2014             | びわスポ大       | 13               | 他               | -                | -                | -                | -                | 2                | 0                | 2                | 0                |
| 2017             | 甲府             | 24               | J1               | 3                | 0                | 6                | 0                | 1                | 0                | 7                | 0                |
| 2018             | 甲府             | 24               | J2               | 20               | 4                | 9                | 2                | 4                | 2                | 33               | 8                |
| 2019             | 甲府             | 11               | J2               | 30               | 6                | -                | -                | 2                | 1                | 32               | 7                |
| 2020             | 京都             | 11               | J2               | 27               | 3                | -                | -                | -                | -                | 27               | 3                |
| 2021             | 京都             | 11               | J2               | 10               | 0                | -                | -                | 3                | 0                | 13               | 0                |
| 2022             | 水戸             | 7                | J2               | 27               | 5                | -                | -                | 1                | 0                | 28               | 5                |
| 2023             | 愛媛             | 7                | J3               | 35               | 5                | -                | -                | -                | -                | 35               | 5                |
| 2024             | 愛媛             | 7                | J2               | 23               | 0                | 0                | 0                | 2                | 0                | 25               | 0                |
| 2025             | 愛媛             | 7                | J2               |                  |                  |                  |                  |                  |                  |                  |                  |
| 通算             | 日本             | 日本             | J1               | 3                | 0                | 6                | 0                | 1                | 0                | 7                | 0                |
| 通算             | 日本             | 日本             | J2               | 140              | 18               | 9                | 2                | 12               | 3                | 158              | 23               |
| 通算             | 日本             | 日本             | J3               | 35               | 5                | -                | -                | -                | -                | 35               | 5                |
| 通算             | 日本             | 日本             | 他               | -                | -                | -                | -                | 2                | 0                | 2                | 0                |
| 総通算           | 総通算           | 総通算           | 総通算           | 172              | 23               | 15               | 2                | 15               | 3                | 202              | 28               |

- その他の公式戦
  - 2019年 - J1参入プレーオフ 1試合0得点

出場歴
- Jリーグ初出場 - 2017年8月5日 J1第20節 ガンバ大阪戦 (JITリサイクルインクスタジアム)
- Jリーグ初得点 - 2018年7月4日 J2第18節 ツエーゲン金沢戦 (JITリサイクルインクスタジアム)

## タイトル
- J2リーグ・月間MVP：1回（2019年11月）